# Споменик Ћирилу и Методију у Београду
Споменик Ћирилу и Методију је споменик у Београду. Налази се у општини Звездара у Парку Ћирила и Методија, окружен Рузвелтовом, Улицом краљице Марије и Булеваром краља Александра.

## Подизање и изглед споменика
Споменик је постављен 2. јуна 2006. године, а израдио га је македонски вајар Томе Серафимовски. Израђен је у бронзи у Уметничкој ливници „Вождовац”, а са постаментом је висок 5 метара. Споменик су открили тадашњи председници Македонске и Српске академија наука и уметности Никола Хајдин и Цветан Грозданов, а свечаности је присуствовао и тадашњи градоначелник Београда Ненад Богдановић.
Идеја за израду споменика настала је 2002. године у Охриду, када су се сусреле делегације САНУ и Македонске академије наука и уметности. Када је тадашњи председник САНУ, Дејан Медаковић видео скулптуру Ћирила и Методија, замолио је уметника, који је иначе био члан обе поменуте академије, да уради споменик словенским просветитељима и у Београду.
„Договорили смо се да то не буде копија охридског споменика, већ потпуно оригинално дело. Бићу пресрећан ако сам успео у томе да се света браћа Ћирило и Методије осећају лагодно покрај свог великог следбеника Вука Караџића, као и ако он осећа да је са њима један дух и једно тело”. — Томе Серафимовски